# 加布羅沃海穹
62°44′13.3″S 60°17′33″W / 62.737028°S 60.29250°W

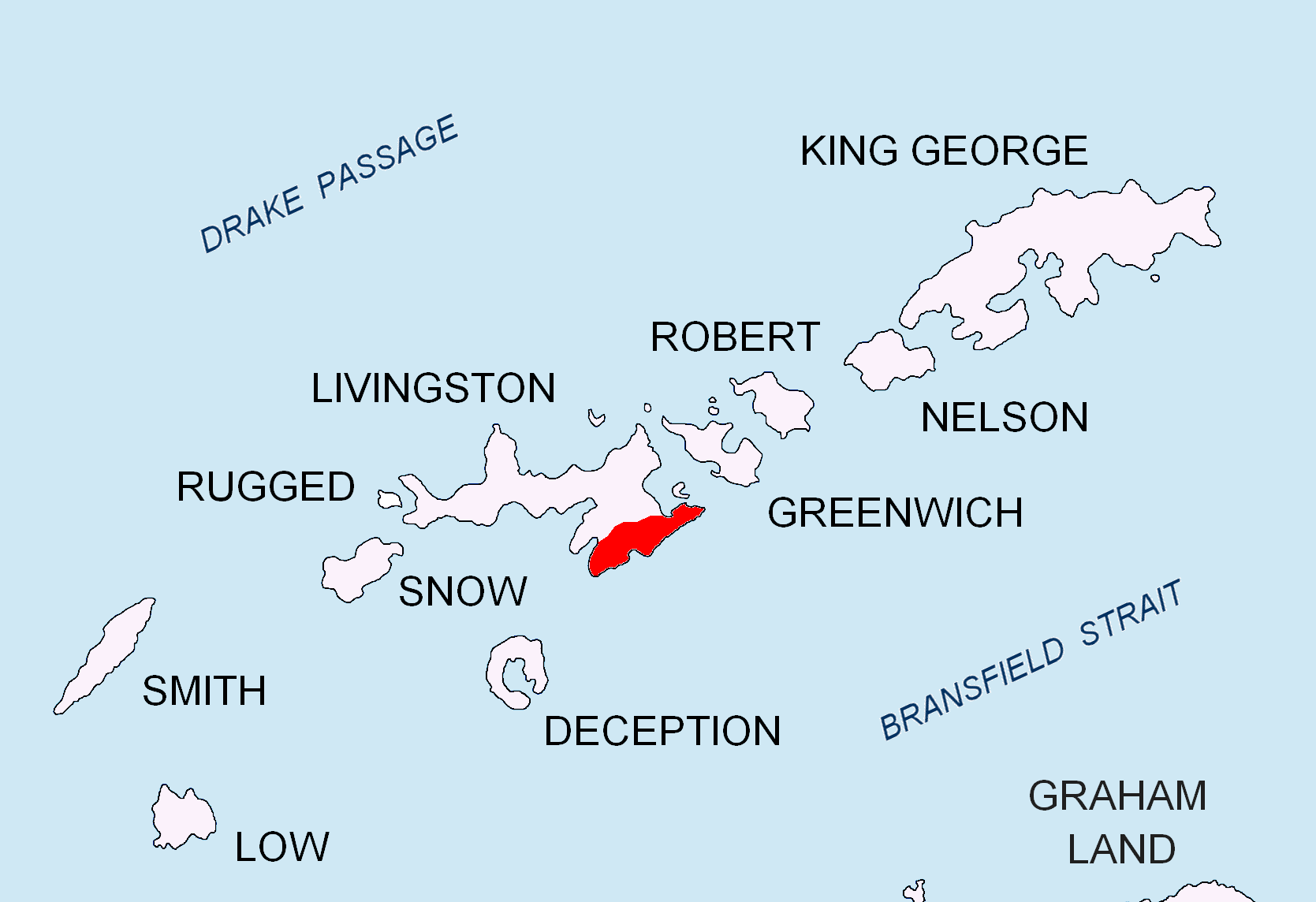

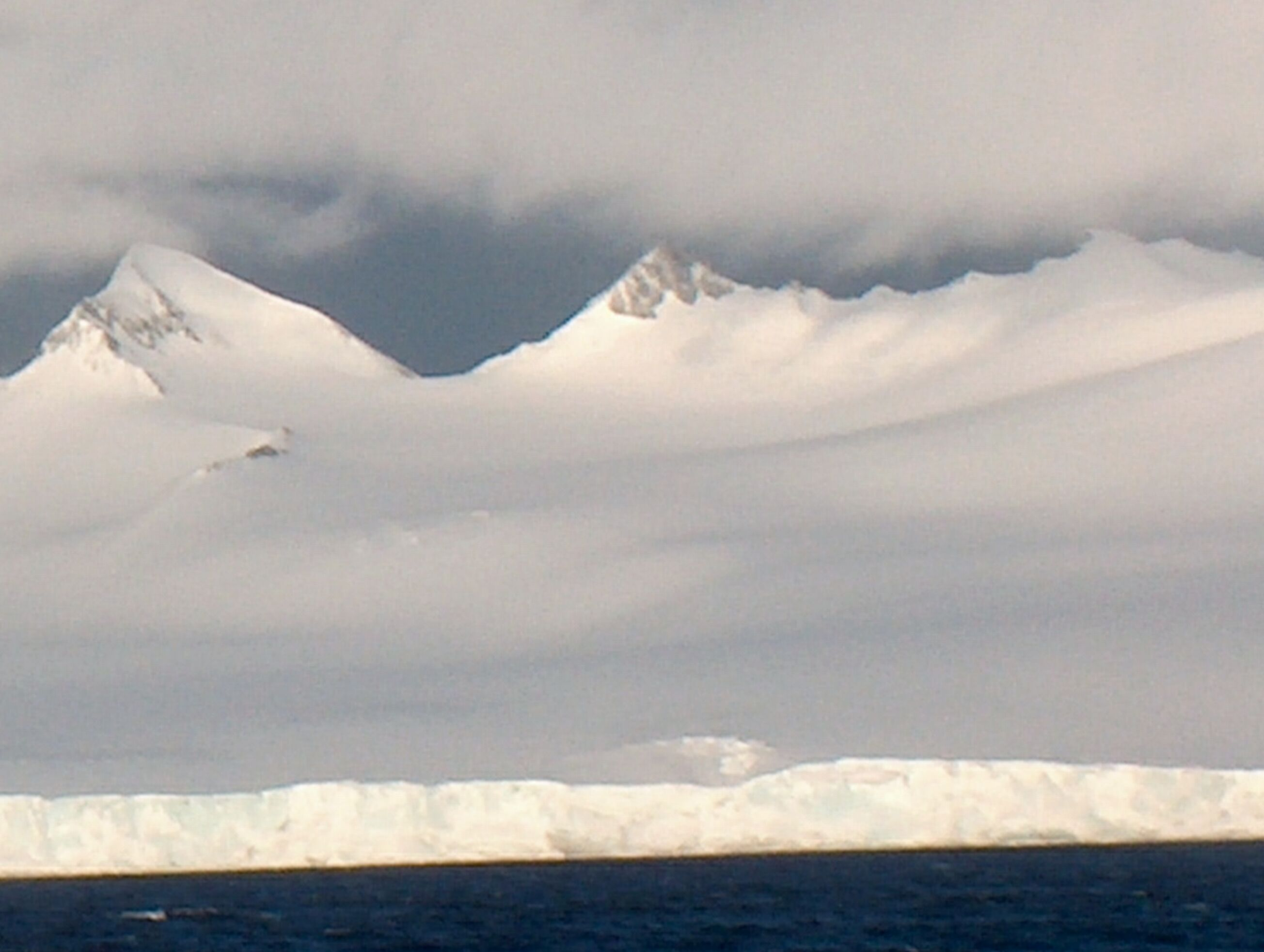

加布羅沃海穹是南極洲的海穹，位於南設得蘭群島的利文斯頓島，屬於騰格里山脈中弗里斯蘭嶺的一部分，海拔高度500米，處於麥凱峰以南1.8公里和阿爾達峰以北0.43公里。

## 外部連結
- SCAR Composite Gazetteer of Antarctica（页面存档备份，存于）.